# Valle del Ubaye
El valle del Ubaye es una zona en el departamento de Alpes de Alta Provenza, en los Alpes franceses, que tiene aproximadamente 7.700 residentes. Sus habitantes son llamados Ubayens. Su ciudad principal es la subprefectura de Barcelonnette. 

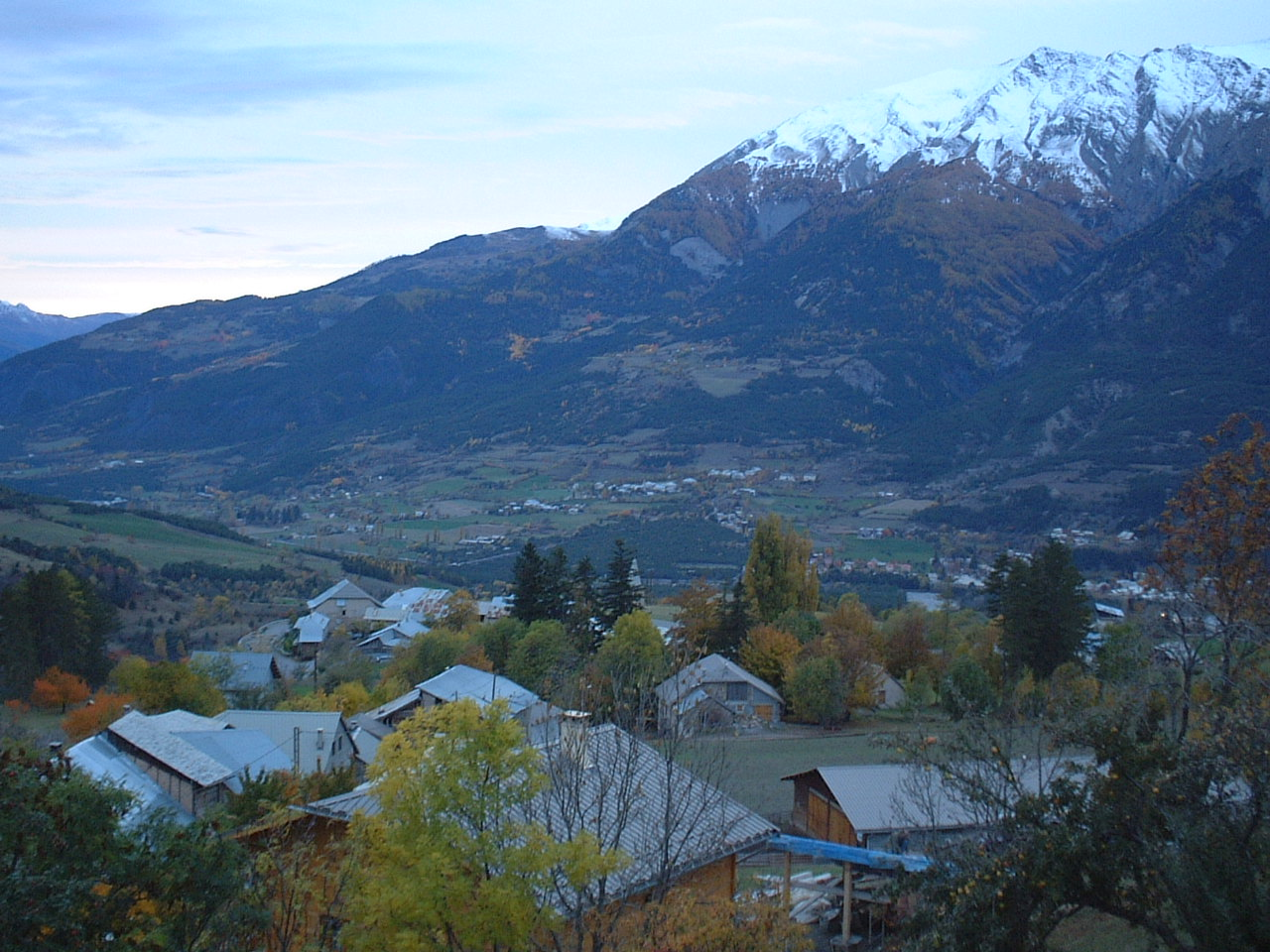
Una vista del valle de Ubaye

## Río Ubaye - Hidrografía

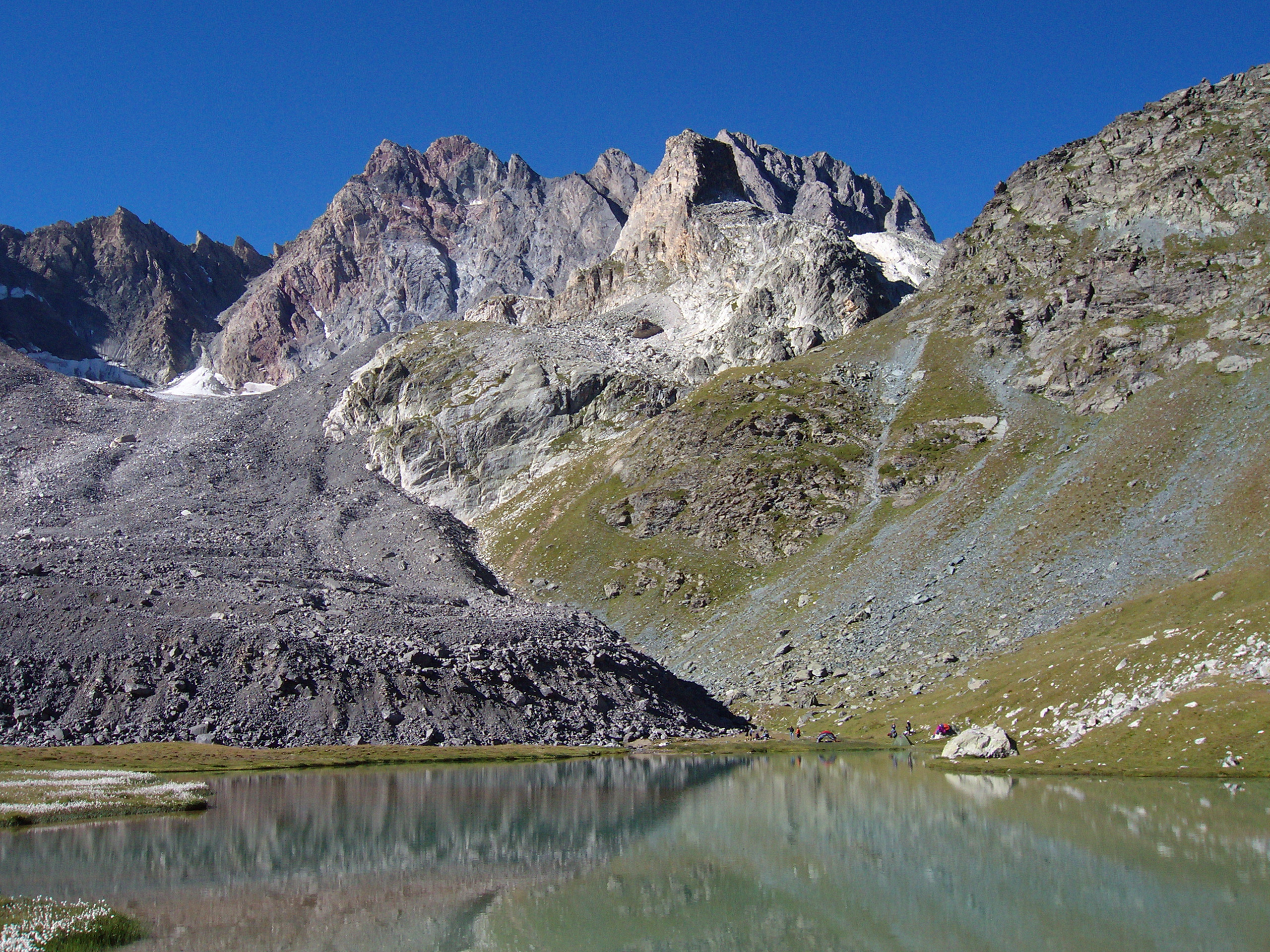
Lago Marinet

- El río Ubaye da nombre al valle. El Ubaye nace en la frontera franco-italiana, en el lago Longet, en el macizo del Monte Viso. Discurre de este a oeste, antes de desembocar en el lago Serre-Ponçon; tiene unos 70 km de longitud. Su principal afluente es el río Ubayette, que nace en el lago Lauzanier.
- El valle de Ubaye tiene muchos lagos: 
  - Lago Terre-Plaine
  - Lago Neuf-Couleur
  - Lago Sagnes
  - Lago Lauzanier
  - Lago Allos
  - Lago Petite Cayolle
  - Lagos Mans
  - Lago Longet
  - Lago Oronaye, cerca del lago Longet
  - Lago Marinet

## Picos

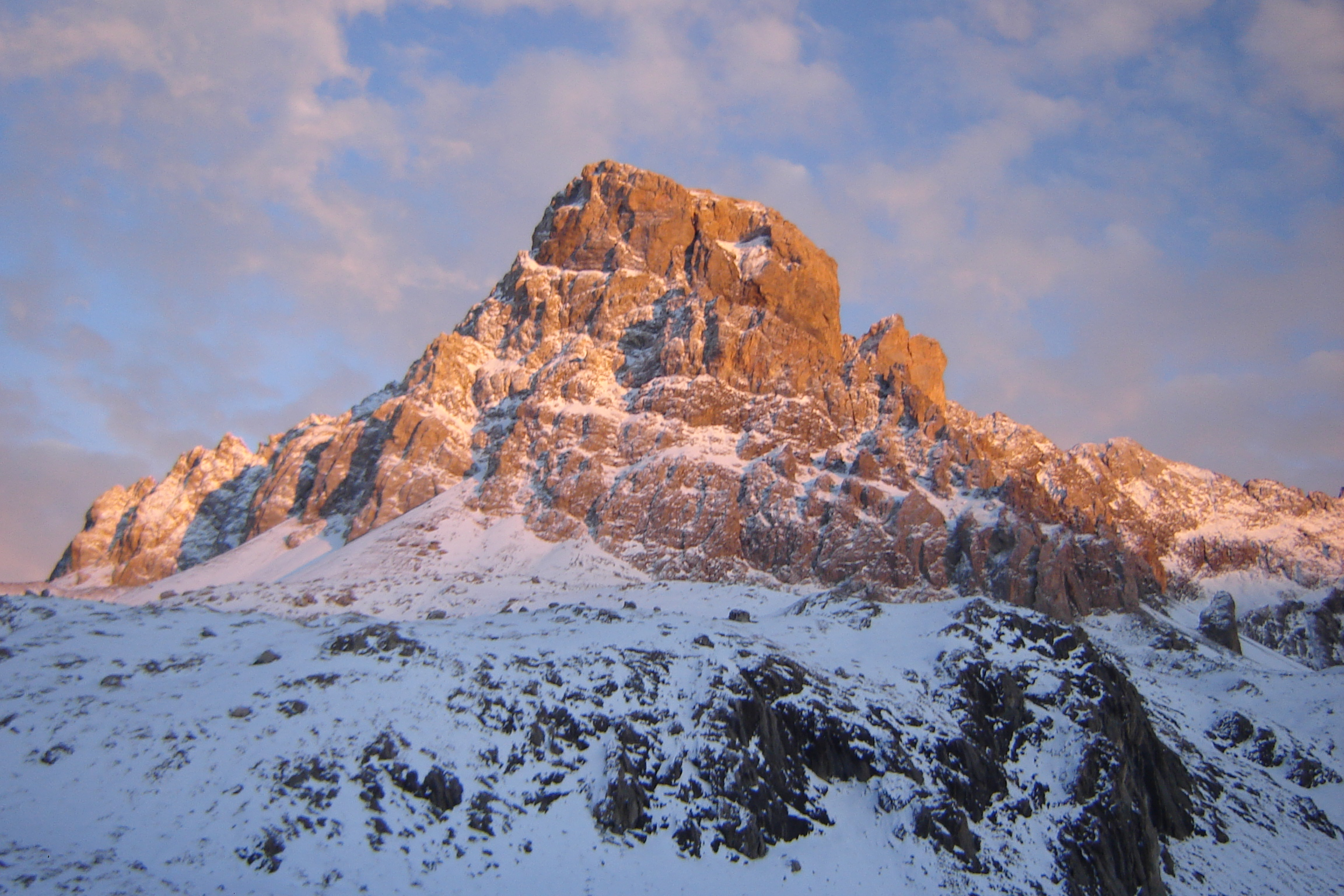
Brec de Chambeyron (3.389 metros)

La montaña más alta del valle de Ubaye es la Aguja de Chambeyron (3.412 m). El segundo es el Brec de Chambeyron (3.389 m). 

## Pueblos
- Las dos ciudades más grandes son Barcelonnette y Jausiers.
- Hay varias estaciones de esquí: Le Sauze, Pra-Loup (cerca de Barcelonnette) y Sainte Anne (cerca de La Condamine-Châtelard).
- Dos pequeños pueblos en el valle de Ubayette: Meyronnes y Larche.

## Acceso
Solo hay seis caminos transitables por vehículos durante el verano: 
- Desde la Alta- Provenza (Oeste): "Pas-la-Tour" cerca de Le Lauzet-Ubaye, abierto todo el año
- Desde el río Verdon (Sur): Puerto de la Cayolle y Col d'Allos (cerrado en invierno)
- Desde el río Tinée (Sur): Col de la Bonette a 2.750 metros, la carretera más alta de los Alpes y la carretera más alta de Europa (cerrada en invierno)
- Desde el valle de Stura (Italia), (Este): Paso del puerto de Larche (cerrado en invierno)
- Desde el valle de Queyras (Norte): Col de Vars (cerrado en invierno).

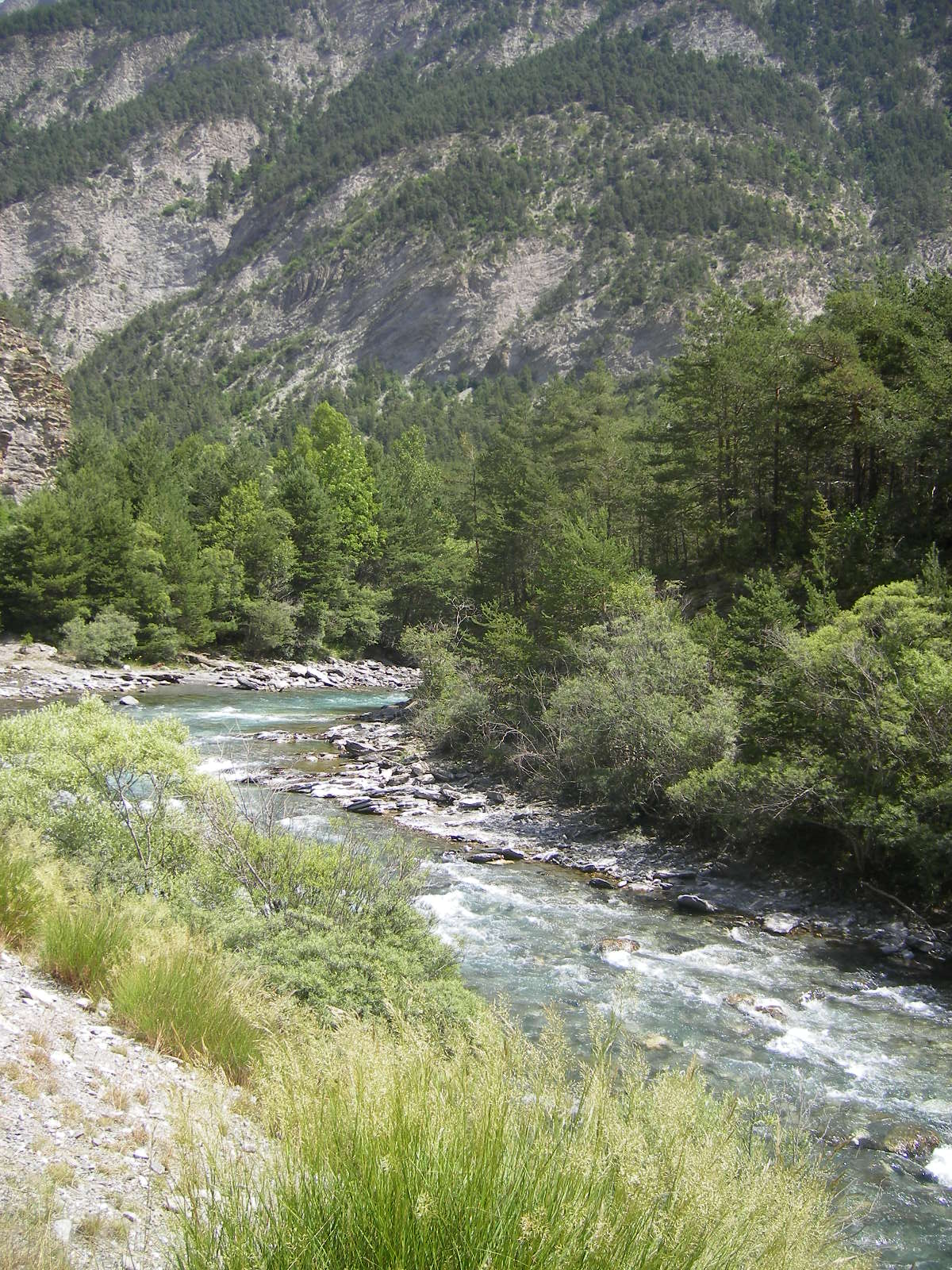
El Ubaye entre La Condamine y Jausiers.

## Historia
- El valle de Ubaye ha estado poblado desde tiempos prehistóricos.
- Los esuvios, una tribu gala, vivían históricamente en el valle.
- Fue incorporado al Imperio Romano por Augusto. Una calzada romana cruzaba el valle y los romanos ocuparon el área de Faucon-de-Barcelonnette.
- Cristianizada desde el final del Imperio Romano, el valle de Ubaye pertenecía a la diócesis de Embrun.
- El valle estuvo en el condado de Provenza durante la Edad Media.
- Barcelonnette fue fundada en 1231 por Ramón Berenguer IV, Conde de Provenza.
- En 1388 el valle es anexado a Saboya.
- Francisco I cruzó el puerto de Larche para atacar a Italia en el siglo XVI.
- Hasta el Tratado de Utrecht de 1713, el valle formó parte del Ducado de Saboya desde su cabecera hasta la confluencia de los ríos Ubaye y Durance, y fue el lugar de dos incursiones de tropas francesas en 1690 y 1692. Entregado a Francia a cambio de la cesión al Reino de Cerdeña de Bardonecchia, Casteldelfino, Fenestrelle, Oulx y Pragelato.
- El ejército francés de los Alpes tuvo su base en Ubaye durante la Revolución Francesa.
- En la década de 1830, se abrió el primer camino real hacia el valle.
- Durante el siglo XIX y principios del XX, muchas de las personas de Ubaye emigraron a México.
- El valle de Ubaye fue ocupado por los italianos en 1942 y luego por los alemanes en 1943 y 1944.

## Administración
El valle se encuentra en el distrito de Barcelonnette, y tiene dos cantones. 

## Sitios naturales
- Lagos
- Montañas: La aguja de Chambeyron, Séolanes, Siguret, "la Cabeza de Louis XVI".
- El parque nacional Mercantour

## Monumentos
- Torre Cardinalis (Barcelonnette)
- Museo del Valle de Ubaye (Barcelonnette)
- "Las Villas Mexicanas" (Barcelonnette y Jausiers)
- Iglesia de Faucon-de-Barcelonnette.
- Iglesia San Nicolás De Myre (Jausiers)
- Castillo de Magnans (Jausiers)
- Molino de Abriès (Jausiers)
- Ciudadela de Cuguret. (Jausiers)
- Fuerte de Tournoux (La Condamine-Châtelard)

## Residentes notables
- Paul Reynaud, nacido en Barcelonnette.
- Los hermanos Arnaud, nacidos en Jausiers.
- Jacques-Antoine Manuel, nacido en Barcelonnette